# Luigi Anguillara
Luigi Anguillara, vero nome Luigi Squalermo (Anguillara Sabazia, 1512 circa – Ferrara, 5 settembre 1570), è stato un botanico italiano del XVI secolo.
Fu il primo direttore dell'Orto botanico di Padova.

## Biografia
Poco si sa della sua giovinezza. Nacque intorno al 1512 probabilmente ad Anguillara Sabazia nel Lazio, forse figlio di un medico papale. Dal 1539 è attestato presso l'orto botanico privato di Luca Ghini a Bologna, compiendo nei dintorni della città le sue prime escursioni botaniche, e nel 1544 a Pisa. Negli anni quaranta le sue ricerche lo portarono in varie città italiane.
Nel 1546 divenne il primo direttore dell'Orto botanico di Padova (prefetto dell'orto dei semplici), abitando presso l'orto e tenendo relazioni con studiosi di tutta Europa e con numerosi patrocinatori, aristocratici proprietari di giardini.
Pur senza rinunciare alle sue spedizioni, rimase a Padova fino al 1561, quando una polemica con i botanici Ulisse Aldrovandi (direttore dell'Orto botanico di Bologna) e Pietro Andrea Mattioli lo spinse a partire per Ferrara, dove prestò servizio come botanico del duca di Ferrara e continuò i suoi viaggi. Anguillara viaggiò attraverso Grecia, Italia, Francia e Asia Minore e di conseguenza sviluppò una conoscenza molto dettagliata delle piante mediterranee. Potrebbe anche aver insegnato medicina a Ferrara e vi morì nel 1570, probabilmente di peste.
Anguillara è noto per la sua unica opera a stampa, Semplici, scritta tra il 1549 e il 1560. Descrive 1 540 piante, le loro proprietà medicinali e dove si trovano. Le descrizioni sono chiare al punto che gli storici sono in grado di identificare la maggior parte delle piante da lui descritte. Fornisce inoltre note bibliografiche e nomi alternativi. L'opera attinge al De materia medica di Dioscoride e di altri autori antichi ed è articolata in quattordici capitoli, ciascuno dedicato a un medico italiano contemporaneo. Il libro è stato spesso citato dai botanici nel XVII secolo.
Robert Brown chiamò Anguillaria il genere di Liliales (meglio noto come Ardisia) in suo onore nel 1810.

## Opere
- Semplici dell' eccellente ... liquali in piu pareri a diversi huomini scritti appaiono, et nuovamente da m., Giovanni Marinello mandati in luce, Venezia 1561; traduzione latina con commento di Gaspard Bauhin, Basilea 1593.